# Mechelner
Das Mechelner Huhn, auch Kuckucksperber oder Mechelner Kuckuck (ndl. Mechelse koekoek, frz. Coucou de Malines), ist eine Haushuhnrasse, die nach ihrer Herkunft aus der Region um die flämische Stadt Mechelen benannt ist. Sie verkörpert in besonders idealer Form den Typ des Fleischhuhns und stellte eine der wichtigen Wirtschaftsrassen dar, bevor die modernen Masthybriden für die Geflügelmast gezüchtet wurden.

## Geschichte
Eine der frühen Attraktionen des 1843 eröffneten Antwerpener Zoos waren exotische Hühnerrassen, insbesondere Brahmahühner aus Südostasien. Der Zoo bot Züchtern aus der Umgebung die Möglichkeit, Brahmahühner, Langschans und Cochins mit heimischen Rassen zu kreuzen. Aus diesen Kreuzungsversuchen ging der Mechelner Kuckuck hervor. Der Rassestandard wurde 1898 in Belgien festgelegt.
Das Mechelner Huhn wird den Zweinutzungsrassen zugeordnet, da sie nicht nur eine hohe Mastfähigkeit aufweisen, sondern auch ihre Legeleistung beachtlich sein kann.
Nach dem Zweiten Weltkrieg ging der Bestand aufgrund von Seuchen und zunehmender Industrialisierung der Hühnerzucht bis auf wenige Dutzend Tiere zurück. 1979 wurde in Belgien der »Speciaalclub voor de Mechelse Koekoek« gegründet. Seit den 1980er Jahren wuchs der Bestand wieder. In Deutschland dient der »SV Mechelner« der Zucht und Förderung des Mechelner Huhns.

## Heutige Bedeutung
Ähnlich wie die ebenfalls sehr großen Cochins und die Brahma gelten die Mechelner als eine Rasse, die für Selbstversorger besonders gut geeignet sind, die bei ihrer Hühnerhaltung sowohl Wert auf Eier als auch auf einen guten Braten legen.
Das Mechelner Huhn wird besonders in der westeuropäischen Gastronomie als Delikatesse geschätzt und findet sich dort zumeist als »Coucou de Malines« auf den Speisekarten.
Die sogenannte Rote Liste der gefährdeten Nutztierrassen führt das Mechelner Huhn in der Kat. II (stark gefährdet).

## Mechelner Putenkopf
Eine erbsenkämmige Variante des Mechelner Huhnes ist frühzeitig beim Einkreuzen der Brügger Kämpfer entstanden und wurde in Belgien in allen Farbenschlägen anerkannt. Im Europäischen Zuchtverband wird es als Mechelner Putenkopf geführt.
Der Mechelner Putenkopf mit dreireihigem Erbsenkamm, hervortretenden Augenbrauen und ausgeprägter Kehlwamme statt (rudimentärer) Kehllappen ist für den Züchter eine herausfordernde Rasse.